# Críties
|  | Aquest article tracta del polític i sofista atenès. Si cercau el diàleg platònic, vegeu Críties (diàleg). |

Críties o Crítias (en grec antic: Κριτίας, llatí: Critias; vers 460 aC - 403 aC), fill de Cal·lescre i net de Críties, fou un sofista i orador de l'antiga Grècia. Era natural d'Atenes i va ser deixeble de Sòcrates, i oncle carnal (i possiblement influència de joventut) de Plató. Encara que és principalment recordat per haver format part del govern dels Trenta Tirans imposat per Esparta després de la seva victòria sobre Atenes, també va produir una àmplia gamma d'obres, a més de dedicar-se a l'ensenyament i la poesia. Críties és una de les figures ateneses més enigmàtiques i polèmiques del segle v aC. Pocs escriptors de la Grècia clàssica van ser tan prolífics.
Hi ha un cert dissentiment sobre l'autoria d'algunes obres que hom li atribueix, i se'n conserven solament fragments. Defensava que la religió no és més que un invent dels governants per a enganyar les masses. Va deixar alguns escrits i potser un drama satíric anomenat Els Peirithoüs i els Sisyphus, i una tragèdia anomenada Atalanta. És protagonista del diàleg platònic Críties, i és esmentat en el Timeu.

## Biografia

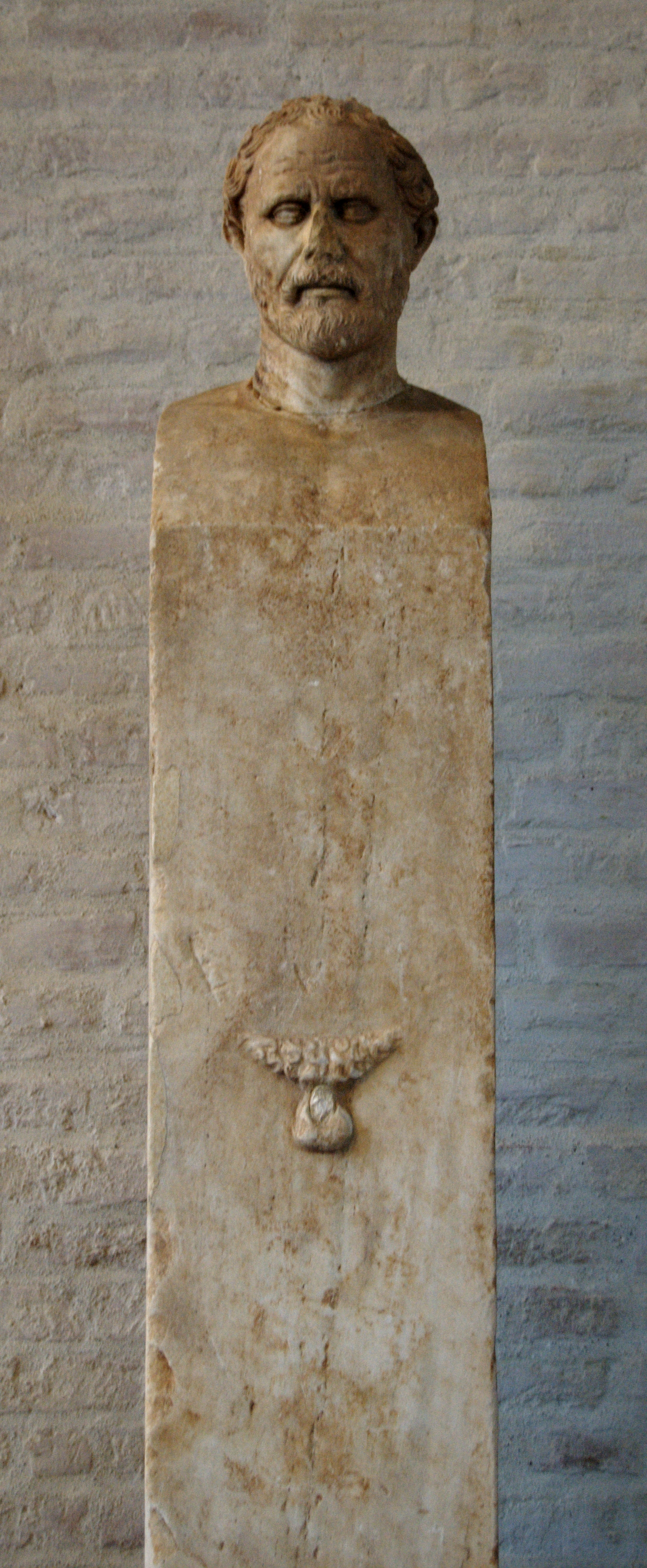
Herma de Demòstenes

La primera aparició de Crítias en la història és com un dels hermocòpides, és a dir, un dels implicats en la mutilació dels hermes el 415 aC. Els hermes eren blocs de pedra en forma de prisma quadrangular sobre els quals s'esculpia un cap, generalment del déu Hermes (d'on ve el nom) o bé d'algun personatge destacat. Críties és esmentat per testimoni d'Andòcides durant el curs de la investigació del crim, tot i que no se sap res més sobre la seva participació en aquest crim. També hi ha referències esporàdiques a Críties en alguns dels esdeveniments principals dels darrers anys de la Guerra del Peloponnès. No se sap del cert si era membre del govern oligàrquic dels Quatre-cents el 411 aC, però va ser seguidor de Frínic, l'oligarca radical i cap dels Quatre-cents després de la caiguda del règim el 410 aC.
El seu avi Críties, fill de Dròpides, fou contemporani i familiar de Soló, i va viure uns 90 anys.

## Carrera política

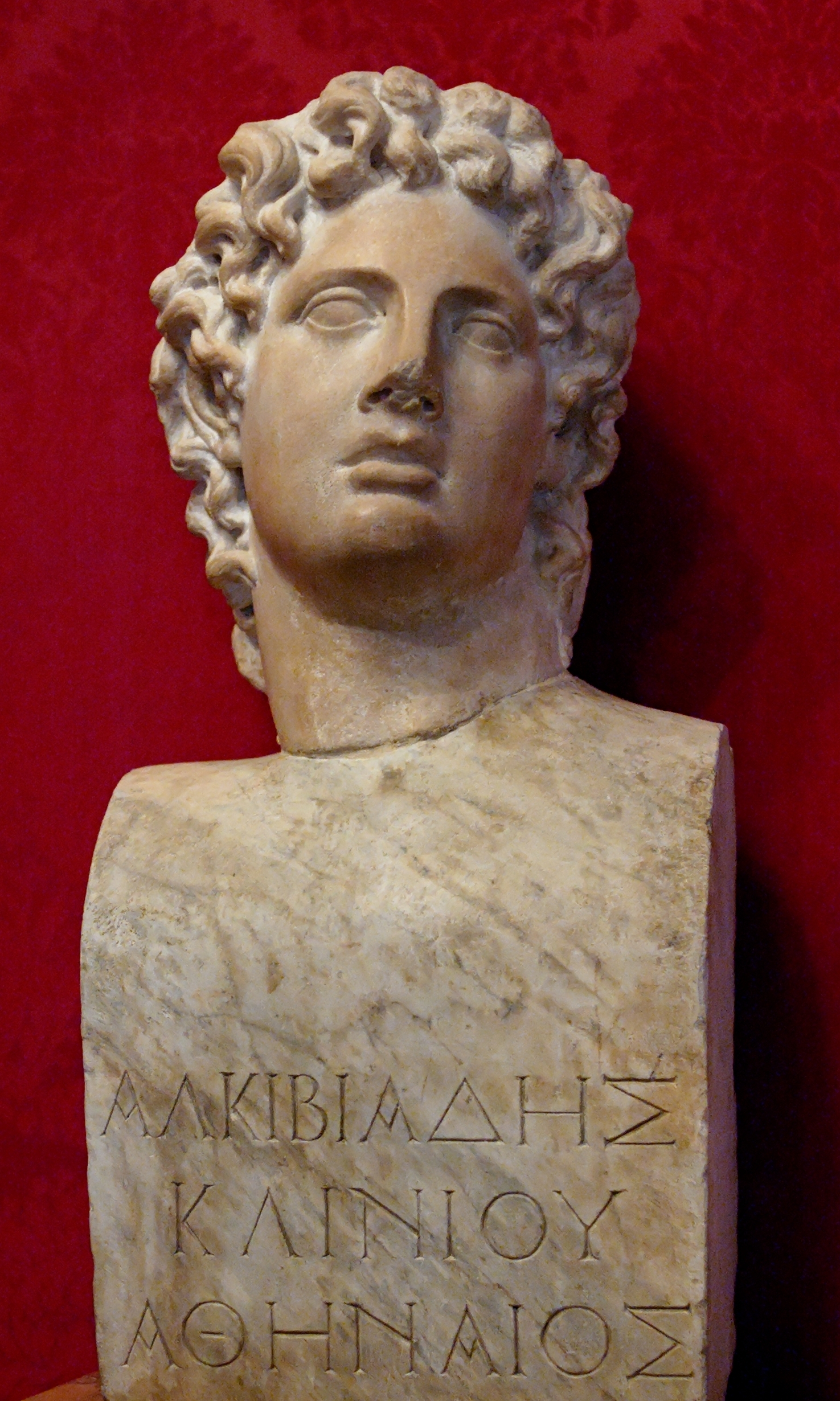
Alcibíades, amic de Críties (Roma, Museus Capitolins)

Els anys posteriors a la caiguda del règim, Críties va estar implicat activament en política com a associat d'Alcibíades. Críties proclama en un dels seus poemes (una elegia) que va proposar la tornada d'Alcibíades de l'exili, probablement al voltant de l'any 408 aC (fragments 4 i 5). A causa de l'opinió popular atenesa contra Alcibíades, Críties probablement havia acompanyat Alcibíades en l'exili l'any 406 aC. Durant aquest temps, Críties va estar implicat en una insurrecció a Tessàlia, però es desconeix l'abast de la seva participació, a banda de l'enigmàtica declaració de defensa de Teràmenes sobre el judici i l'execució dels generals atenencs acusats de no rescatar els supervivents de la Batalla d'Arginuses: 
| «                                  | [Críties] era a Tessàlia organitzant la democràcia amb Prometeu i armava els penestes contra els seus amos. | » |
| — Xenofont, Hel·lèniques , II 3.36 | |   |

No hi ha prou informació sobre la història de Tessàlia per saber qui era Prometeu, o determinar la naturalesa de la revolució democràtica en la qual Críties va poder estar implicat.
En arribar del seu exili, la primavera de l'any 404 aC, Críties era un dels cinc caps que lideraven diverses faccions oligàrquiques de la postguerra atenenca Críties era també membre principal dels Trenta Tirans; el regnat de terror brutal els anys 404-403 aC va ser vivament relatat per Xenofont. Durant aquella època es van cometre execucions sumàries, confiscació de propietats i l'exili de centenars de demòcrates atenesos. Fins i tot Teràmenes, un dels membres fundadors dels Trenta, va ser executat sense dret a rèplica després d'haver-se oposat a Críties en públic. Una altra víctima dels Trenta va ser l'encara exiliat Alcibíades, que romania a les seves possessions fortificades de Tràcia. Segons els informes de Corneli Nepot i Plutarc, que es van encarregar més tard d'escriure la biografia d'Alcibíades, va ser el mateix Críties, el seu vell company, qui va ordenar el seu assassinat l'any 403 aC.
Hi ha indicis que Críties tenia un cert grau de control sobre la cavalleria atenesa i sobre Els Onze, que actuaven com a botxins. Críties també sembla el guia dels elements més extremistes dels Trenta. Es va convertir en el seu líder indiscutible després de l'execució de Teràmenes l'any 403 aC. També apareix com un dels principals legisladors de l'oligarquia.
Independentment de quins fossin els plans de Críties i Els Trenta per a l'establiment d'un nou règim oligàrquic a Atenes, aquests van ser desbaratats abruptament pels èxits militars d'un grup d'exiliats prodemocràtics liderat per Trasibul al lloc fronterer atenenc de File, davant la ciutat portuària del Pireu.
En un sol dia, el maig de l'any 403 aC, en una batalla entre les forces comandades per Trasibul, les forces de Críties i els partidaris dels Trenta, la ment mestra del moviment oligàrquic va ser derrotada. En aquella època, Críties, comandant de la falange, va optar per una línia de 50 escuts hoplites. Els mateixos membres dels Trenta, juntament amb Críties, es trobaven entre les primeres files a l'extrem esquerre. Lluny d'evitar el perill, aquesta estratègia va fallar, el resultat va ser una batalla sagnant i moltes vides perdudes. Críties va ser un dels més de 70 que van perdre la vida en aquesta batalla. La mort de Críties va deixar els membres restants dels Trenta i altres 3.000 soldats sense líder, i confusos. Les temptatives d'establir un nou govern oligàrquic van fallar i la democràcia va ser restaurada poc de temps després.
Un monument va ser erigit a Críties i els Trenta, en què es podia veure una oligarquia personificada portant torxes i donant foc a la democràcia. Una inscripció a la base del monument deia: «Això és un monument commemoratiu a aquests nobles que van alliberar els atenesos demòcrates dels orgullosos durant un breu període». El preu que es va haver de pagar per això va ser la vida d'almenys 1.500 atenesos.

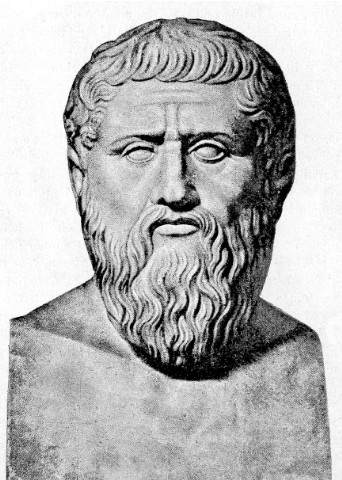
Escultura de Plató; Críties era el seu oncle

Plató admet en la seva setena carta que el comportament extrem de Críties, així com el d'un altre cosí seu, Càrmides (líder d'Els Deu que van governar el Pireu durant el govern dels Trenta) va allunyar qualsevol pensament que ell hagués pogut tenir sobre fer carrera política.

## Perspectives antigues sobre Críties
Xenofont caracteritzà Críties com un tirà despietat, sense moral; els seus crims podrien haver desembocat en la mort de Sòcrates. Filòstrat va continuar estenent aquesta visió negativa de Críties, a qui va anomenar «el major maligne... entre tots els homes». D'altra banda, en quatre diàlegs de Plató (Lisis, Càrmides, Críties i Timeu), Críties apareix com un membre refinat i instruït d'una de les famílies aristocràtiques més antigues i distingides d'Atenes, així com un participant de la cultura filosòfica atenesa.
Encara que aquestes representacions de Críties difereixin tant, no es contradiuen. La família de Críties estava entre les més prominents dels vells clans eupàtrides aristocràtics que havien governat Atenes abans de l'arribada de la democràcia. No menys de quatre dels seus avantpassats directes havien estat arconts epònims, el major càrrec al qual es podia arribar a l'estat d'Atenes. Un d'ells va ser Dròpides, als anys 645-644 aC. Soló era un dels seus parents més famosos, i tant Soló com el poeta Anacreont elogiaven els avantpassats de Críties en els seus poemes.
Encara que no hi ha constància literària sobre la joventut de Críties, el seu biògraf Filòstrat va dir que l'educació que va obtenir Críties va ser de la classe més noble, i Ateneu diu que el seu entrenament com a flautista el va fer famós en la seva joventut. Hi ha un fragment d'una dedicatòria en dues victòries als jocs ístmics i dues victòries als jocs nemeus el 438 aC, en què apareix Críties, fill de Cal·lescre, encara que la restauració del nom continua sent incerta. Encara que sembla clar que Críties va sobresortir en dos dels elements més importants de l'educació atenesa tradicional: la música i l'atletisme.
Si Plató hagués divulgat exactament el caràcter de figures històriques en els seus diàlegs, potser aquests diàlegs haguessin ofert més trets del caràcter i el comportament de Críties. En el Protàgores, Críties apareix entre els sofistes principals (Protàgores, Hípies major, Pròdic) i l'elit educada d'Atenes. En el Protàgores, Críties participa en el diàleg amb Alcibíades. Aquest aparellament sembla irònic, ja que Xenofont havia relatat la còlera atenenca sobre el comportament imprudent i destructiu de Críties i Alcibíades, tots dos deixebles de Sòcrates. Aquesta associació va ser una de les raons que van motivar l'execució de Sòcrates l'any 399 aC. És significatiu que l'única contribució de Críties en aquesta discussió filosòfica és una súplica als participants de ser imparcials i justs en un punt en el qual els presents semblaven més a favor de Sòcrates o de Protàgores. En contrast amb la representació de Xenofont com a tirà despietat, la representació de Críties, feta per Plató, com a exemple de moderació és un contrapunt notable.
Un paper més substancial de Críties apareix en el Càrmides, que s'obre amb la tornada de Sòcrates de la batalla de Potidea l'any 432 aC i proporciona un contrast igualment notable enfront de la visió de Xenofont i d'altres. El diàleg se centra en el significat de sophrosyne ('autodomini'), que Càrmides, clarament seguint el camí emprès pel seu cosí i guardià Críties, va definir per a Sòcrates com «pensar en les tasques pròpies».

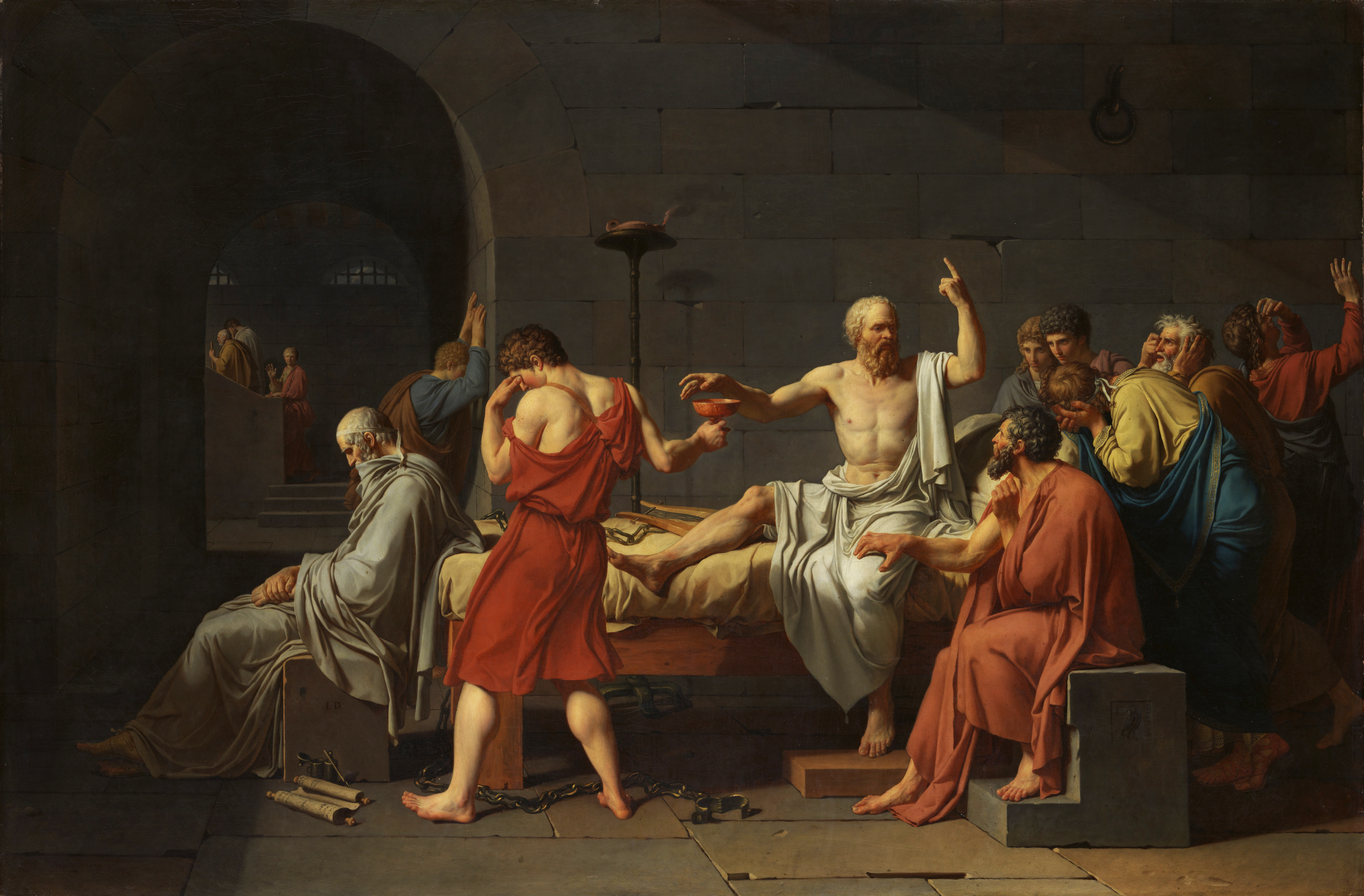
La mort de Sòcrates, de Jacques-Louis David (1787)

Encara que aquesta definició, en particular, s'abandona en la discussió descrita en el Càrmides, reapareix de forma ampliada com l'últim significat del dikaiosyne (justícia) en La República: «que cada individu ha d'actuar en els assumptes de la ciutat així com sigui capaç de fer-ho». Plató sosté aquesta definició de justícia (dikaiosyne) com la més alta virtut, i és el pilar central del seu concepte utòpic d'ordre de les classes socials i polítiques en l'estat ideal, tot i que es podria entendre com una excusa per a menystenir els drets de l'individu posant-los per sota de la voluntat potser arbitrària dels grups i dels governants.
Críties és també un personatge principal en el Timeu i en el Críties, els quals es basen en l'endemà dels esdeveniments ocorreguts a la república, l'any 421 aC. Críties relata la pressumptivament certa història de l'Atlàntida i la seva guerra contra Atenes fa uns 9.000 anys (es considera que fins fa 6.000 anys encara no existia cap ciutat a Atenes, cosa que de ser certa desmentiria la història de l'Atlàntida). Havia sentit aquesta història del seu avi, que al seu torn l'havia escoltat del seu parent legislador Soló. La història, que segons Críties havia estat preservada per sacerdots egipcis, presenta un retrat idealitzat d'una Atenes antiga que encaixava fidelment en l'estat utòpic descrit en La República. El que és realment significatiu és que Plató triés Críties com el reporter del mite de l'Atlàntida. D'aquesta manera, Plató exalça el seu cosí com un home que sap d'història antiga, d'una època en què els governs s'assemblen a la utopia de La República, i no als sistemes imperfectes de govern del segle iv aC a Grècia.

## Relació amb Sòcrates
Entre les lleis esbossades per Críties, hi havia un decret de prohibició d'«instrucció en l'art de les paraules». Xenofont divulga que Sòcrates va respondre amb una contestació sarcàstica: «si algú fos un pastor i fes el seu ramat menor i més pobre, ell no diria que és un mal pastor, si algú fos un líder d'una ciutat i fes els seus ciutadans més pobres, ell no estaria avergonyit ni pensaria que és un mal líder». Tot i que és la relació entre Críties i el seu antic professor la que recalca Xenofont, perquè és Càricles qui amenaça Sòcrates amb el càstig si no renuncia a continuar fent declaracions contra el règim. Críties roman en el fons de la conversa, fent només una observació sobre l'afinitat del filòsof cap als «blanquers, artesans, i als treballadors del bronze»". En un altre cara a cara, Sòcrates renya Críties per la seva atracció i comportament excessivament gelós per un bell jove anomenat Eutidem, dient que ell es fregava contra un altre home jove «com un petit porc que es rasca contra una roca». Anècdotes com aquestes de Sòcrates i de Críties demostren que tots dos es divertien i es coneixien mútuament, però que també estaven sovint en desacord l'un amb l'altre.
Malgrat les amenaces i l'òbvia tensió que hi havia entre els dos, Sòcrates va sobreviure al terror i a la guerra civil posterior. Potser va ser per insistència de Críties que el comportament insubordinat de Sòcrates va ser passat per alt durant el terror. Fos quin fos el motiu, queda clar en els esdeveniments del judici de Sòcrates l'any 399 aC i les reprimendes dispersades per la literatura dels segles IV i III aC, que la unió entre Críties i el filòsof es va propagar ràpidament en el record popular.

## Obra filosòfica
El seu pensament filosòfic queda expressat principalment en la seva obra Sísif, un drama satíric. Hi manté la idea que la religió és un invent dels polítics per a controlar la població. Críties va ser un dels pocs ateus que ho manifestaren explícitament en els temps antics.
En aquesta obra, també proposa la dissolució de les creences tradicionals, el dret positiu i la política; i la necessitat de plantejar-se des de zero els valors tradicionals.
Tradicionalment, el dret positiu es fonamentava en la moral divina (Hesíode) i sobre la base del temor als déus s'havia format la societat política, però Críties desbarata tot aquest muntatge.
Aquesta crítica corrosiva va molt més enllà de la simple explicació de la religió racionalista, cosa que demostra la debilitat inherent de la llei positiva i la moral col·lectiva. Aquests són, de fet, el resultat d'una convenció, en relació i amb base en l'aparença: com abans ja havia observat el sofista Antifont, el just és aquell que, en presència de testimonis, es comporta d'acord amb la llei per evitar el càstig, però després, en privat, és quan es comporta d'acord amb la seva naturalesa. L'atac a la religió i la crida a la moderació i a la saviesa (sofrosine), en contrast amb la fragilitat del noms, mostren una forta crítica a la isonomia, pedra angular del règim democràtic atenès, per la qual tots els ciutadans són iguals davant la llei.